# De Maatschap
De Maatschap is een Nederlandse dramaserie over een Nederlandse advocatenfamilie en is geïnspireerd op de familie Moszkowicz. Robert Moszkowicz probeerde bij de rechter tevergeefs een uitzendverbod af te dwingen.

## Achtergrond
In 1945 keert Matthias Meyer, achttien jaar oud, uit Auschwitz terug. Zijn familie is vermoord, de winkel van zijn vader leeggeroofd. Een boerenfamilie biedt hem onderdak; de jonge dochter Mieke heelt zijn wonden. Vastbesloten te overleven sticht Matthias met haar een familie: hun vier zoons zullen de naam Meyer voortzetten. Zelf zet hij een opmerkelijke carrière in, in de strafrechtadvocatuur: misdadigers verdedigen. Een lucratieve keus, maar de Maastrichtse bourgeoisie haalt haar neus op voor de 'kleine Jood'. De familie blijft op zichzelf aangewezen en de Meyers moeten het van elkaar hebben, leren de zoons al jong. Matthias geeft zijn opgroeiende jongens Joodse namen; terug naar de roots.

## Rolverdeling
Hoofdpersonages:
- Pierre Bokma - de oude Matthias Meyer
- Maarten Heijmans - de jonge Matthias Meyer
- Guy Clemens - Benjamin Meyer
- Daan Schuurmans - Theo Meyer
- Diederik Ebbinge - Aron Meyer
- Xander van Vledder - Jacob Meyer
- Katelijne Verbeke - Mieke Meyer
- Sarah Bannier - de jonge Mieke Meyer

## Afleveringen
1. De Overlever
2. Tweede Generatie
3. De Kroonprins
4. Ondergang